# Шахтоуправління «Олександрівське»
ДП «Шахтоуправління Олександрівське». Входить до ВО «Орджонікідзевугілля».
Стало до ладу у 1944 р. з виробничою потужністю 450 тис. т/рік. Шахтне поле розкрите трьома похилими стволами і поверховими квершлаґами. Фактичний видобуток 299 т/добу (1998).
Шахта небезпечна за раптовими викидами вугілля і газу.
Адреса: 86400, м. Єнакієве, Донецька область.